# Eliurus grandidieri
Eliurus grandidieri és una espècie de mamífer rosegador de la família dels nesòmids. És endèmic de Madagascar, on viu a altituds d'entre 410 i 1.875 msnm. Probablement grimpa als arbres. Els seus hàbitats naturals són els boscos esclerofil·les de plana o montans. Està amenaçat per la transformació del seu medi per a usos agrícoles.
L'espècie fou anomenada en honor del zoòleg i geògraf francès Alfred Grandidier.